# Lexham
Lexham is een civil parish in het bestuurlijke gebied Breckland, in het Engelse graafschap Norfolk met 146 inwoners.